# Heinrich Hildmann
Heinrich Hildmann (* - 1895) fou un botànic, i horticultor alemany, destacat especialista en la família dels cactus. Va tenir un viver de cactàcees a Birkenwerder, Berlín, on, el 1891 va introduir i descriure el Echinocactus grusonii Hildm.

## Honors

### Epònims
Gènere
- (Cactaceae) Hildmannia Kreuz. & Buining[3]

Espècies
- (Cactaceae) Cereus hildmannianus K.Schum.[4]